# Konstanty Przezdziecki (1846–1897)
Konstanty Leon Michał Przezdziecki (ur. 10 czerwca 1846 w Neapolu, zm. 10 lutego 1897 w Warszawie) – ziemianin, mecenas sztuki i nauki, założyciel Pogotowia Ratunkowego w Warszawie.

## Życiorys
Urodził się w rodzinie hrabiego Aleksandra Narcyza Przezdzieckiego herbu Pierzchała (Roch III) i jego żony Marii Anny Walerii z domu Tyzenhauz herbu Bawół, miał dwoje młodszego rodzeństwa, brata Gustawa Karola i siostrę Helenę.
Podstawowe wykształcenie otrzymał w domu, a następnie kształcił się we Francji i w Niemczech. Powrócił do kraju w 1881 po śmierci wuja Rajnolda Tyzenhauza aby, jako ostatni potomek rodu, przejąć dobra na Litwie – Postawy, Rakiszki, Komaje, Soły oraz Tyzenhauz, dawniej Alt Lassen, po łotewsku Łasmyża.
W latach 1878–1879 wybudowano na jego zlecenia pałac w Warszawie przy ul. Foksal. Dokończył wydawanie dzieł Jana Długosza oraz zakupił i podarował Bibliotece Jagiellońskiej księgozbiór po Żegocie Paulim.
Był członkiem oraz wiceprezesem Towarzystwa Zachęty Sztuk Pięknych w Warszawie. Mocno wspierał inicjatywę zbadania grobów królewskich na Wawelu oraz współpracował przy ich restauracji. Należał do komitetu budowy pomnika Adama Mickiewicza w Krakowie.
Był członkiem korespondentem Poznańskiego Towarzystwa Przyjaciół Nauk. Należał do współzałożycieli dziennika „Słowo”. Stał na czele Komitetu oraz był współwydawcą pomnikowej edycji „Dzieł wszystkich” Jana Kochanowskiego i zabiegał aby członkowie polskich rodów o historycznych nazwiskach uczestniczyli w pracach Komitetu.
Od 1892 pracował nad projektem ufundowania w Warszawie Pogotowia Ratunkowego. Wraz z bratem Gustawem, który po jego śmierci został wybrany pierwszym prezesem Zarządu, przeznaczyli 15 tys. rubli na ten cel. W styczniu 1896 stanął na czele komitetu organizacyjnego, jak również sprowadził do Warszawy całe urządzenie stacji Pogotowia.
Mając zdolności dziennikarskie pisywał felietony do krakowskiego „Czasu”. Wszystkie pisma Konstantego Przezdzieckiego znajdują się w Bibliotece Jagiellońskiej.
Ożenił się 14 czerwca 1870 w Warszawie z Elżbietą Izabelą Plater-Zyberk, z którą miał siedmioro dzieci: Józefa Aleksandra, Marię Ludwikę, Helenę Annę, Jana Aleksandra, Stefana Józefa, Konstantego Gabriela i Rajnolda Franciszka. Zmarł w Warszawie 10 lutego 1897 i pochowany został w rodzinnej kaplicy przy kościele św. Piotra i Pawła w Warszawie.